# Копли (деревня, Раэ)
Копли (эст. Kopli) — небольшая деревня в волости Раэ, на севере Эстонии в уезде Харюмаа.

## Описание
Расположена на востоке от Таллина, за столичной кольцевой дорогой 11. От деревни до речки Пирита всего 300 метров. На 1 января 2011 года население деревни составляло 334 человека. Мэром деревни на данный момент является Индрек Варик (эст. Indrek Varik).
В начале апреля 2010 года в деревне случилось наводнение.

## Население
| Год       | 1959 | 1970 | 1979 | 1989 | 1996 | 2003 | 2008 | 2009 | 2010 | 2011 |
| --------- | ---- | ---- | ---- | ---- | ---- | ---- | ---- | ---- | ---- | ---- |
| Население | 122  | 93   | 61   | 56   | 62   | 77   | 161  | 202  | 226  | 334  |

## См также
- Административное деление Эстонии